# درام رادیویی

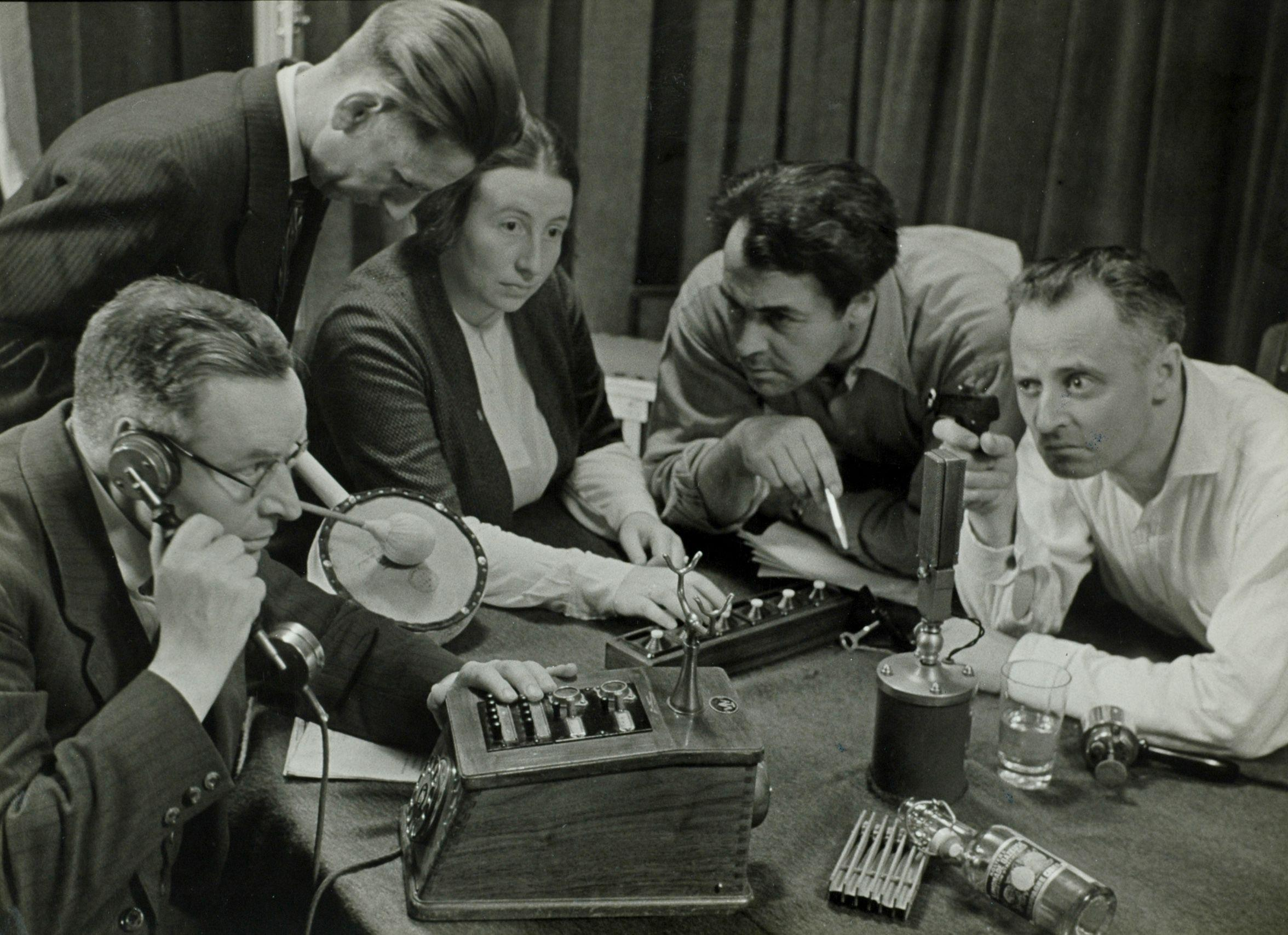
ضبط یک نمایش رادیویی هلند، ۱۹۴۹. دستگاه‌های روی میز، از جمله تفنگ پایه در سمت راست، برای تولید جلوه‌های صوتی زنده در طول اجرا استفاده می‌شوند.

درام رادیویی (انگلیسی: Radio drama) که به آن نمایش رادیویی یا تئاتر رادیویی یا درام شنیداری یا پخش رادیویی هم گفته می‌شود، روایت یک داستان توسط چند گوینده است که با موزیک و جلوه‌های صوتی همراه است تا شنونده شخصیت‌ها و محیط و فضای داستان را بهتر تجسم کند.
درام رادیویی، با وجود محدودیت‌های ظاهری خود، گاهی قدرت تأثیرگذاری بسیار بیشتری نسبت به درام تلویزیونی دارد. این موضوع به ویژه در شکل‌گیری تصویر ذهنی مخاطب از شخصیت‌ها مشهود است. برای مثال، در درام رادیویی، شخصیت «زن آرمانی» به‌طور کامل در ذهن شنونده ساخته می‌شود و هر فرد بر اساس تجربیات و تصورات خود، تصویری کامل و ایده‌آل از او می‌سازد.
این در حالی است که در رسانه‌های تصویری، تصویر از پیش تعیین شده‌ای از شخصیت‌ها به مخاطب ارائه می‌شود. این تصویر ممکن است با تصورات ذهنی مخاطب همخوانی نداشته باشد و حتی گاهی، به دلیل تمرکز بر ظاهر فیزیکی بازیگران، از عمق و پیچیدگی شخصیت کاسته شود.
در درام رادیویی، شنونده با استفاده از قدرت تخیل خود، جزئیات ظاهری، حرکات و حتی محیط اطراف شخصیت‌ها را می‌سازد. این فرایند مشارکت فعال مخاطب، به او اجازه می‌دهد تا ارتباط عمیق‌تر و شخصی‌تری با داستان برقرار کند. همچنین، موسیقی، صداگذاری و بازیگری حرفه‌ای در درام رادیویی، می‌توانند تصاویری بسیار زنده و تأثیرگذار را در ذهن شنونده ایجاد کنند.